# 苏尔茨-上莱茵
苏尔茨-上莱茵（法語：Soultz-Haut-Rhin，法語發音：[sults o ʁɛ̃] ⓘ），法国东北部城市，大东部大区上莱茵省的一个市镇，隶属于坦恩-盖布维莱尔区，其市镇面积为29.56平方公里，2022年1月1日时人口数量为7,019人，在法国城市中排名第1,531位。
苏尔茨-上莱茵位于上莱茵省中部，孚日山东麓，多条公路在此交汇。

## 地名来源
根据地名学家米歇尔·保罗·于尔邦（Michel Paul Urban）的论述，“Soultz”一名最初于公元667年以“Sulza”的形式被记载，意为“含盐的水源”；“-Haut-Rhin”这一后缀自19世纪起被添加，其含义尚不清楚，可能与当地所在的上莱茵省有关。
苏尔茨-上莱茵所处区域历史上通行阿尔萨斯语，“Soultz”对应的阿尔萨斯语拼写为“Sultz”，其对应的读音为“[sųlds]”。1871至1918年间，苏尔茨-上莱茵被德意志帝国统治，当地官方拼写曾改为“Sulz”。
此外，因翻译标准不同，“Soultz-Haut-Rhin”在部分汉语资料中又被译为苏茨-上莱茵。

## 历史
苏尔茨-上莱茵的早期历史尚不清楚。根据当地官方网站的论述，苏尔茨-上莱茵最初于公元667年被提及。中世纪时，苏尔茨长期为一处普通农业聚落。16至17世纪的文艺复兴运动期间，得益于葡萄酒种植业的发展，苏尔茨境内出现了多处种植园及城堡。法国大革命后，苏尔茨-上莱茵成为上莱茵省科尔马区的一个市镇。1832年，苏尔茨-上莱茵的部分区域被划出成为独立市镇维奈姆。普法战争结束后，苏尔茨-上莱茵及其所处的阿尔萨斯-洛林地区被划入德意志帝国，苏尔茨-上莱茵被划入新设立的盖布维莱尔县。工业革命期间，途经苏尔茨的博尔维莱尔—劳滕巴克铁路建成通车。1880年，苏尔茨-上莱茵中部的部分区域被划出成为新市镇永戈尔茨的一部分，此调整使得苏尔茨-上莱茵的西部山地与镇中心成为两块不接壤的区域。一战结束后，阿尔萨斯-洛林地区根据《凡尔赛条约》重归法国，苏尔茨-上莱茵改属盖布维莱尔区。

## 地理

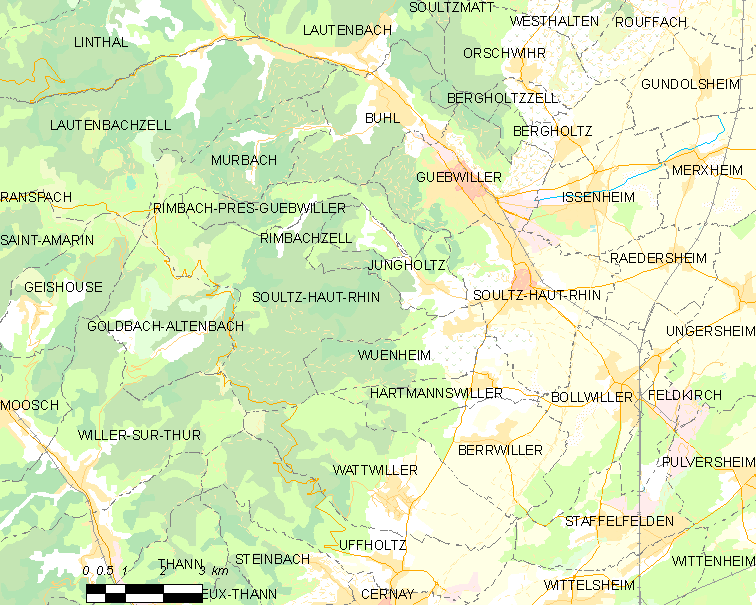
苏尔茨-上莱茵市镇范围地图

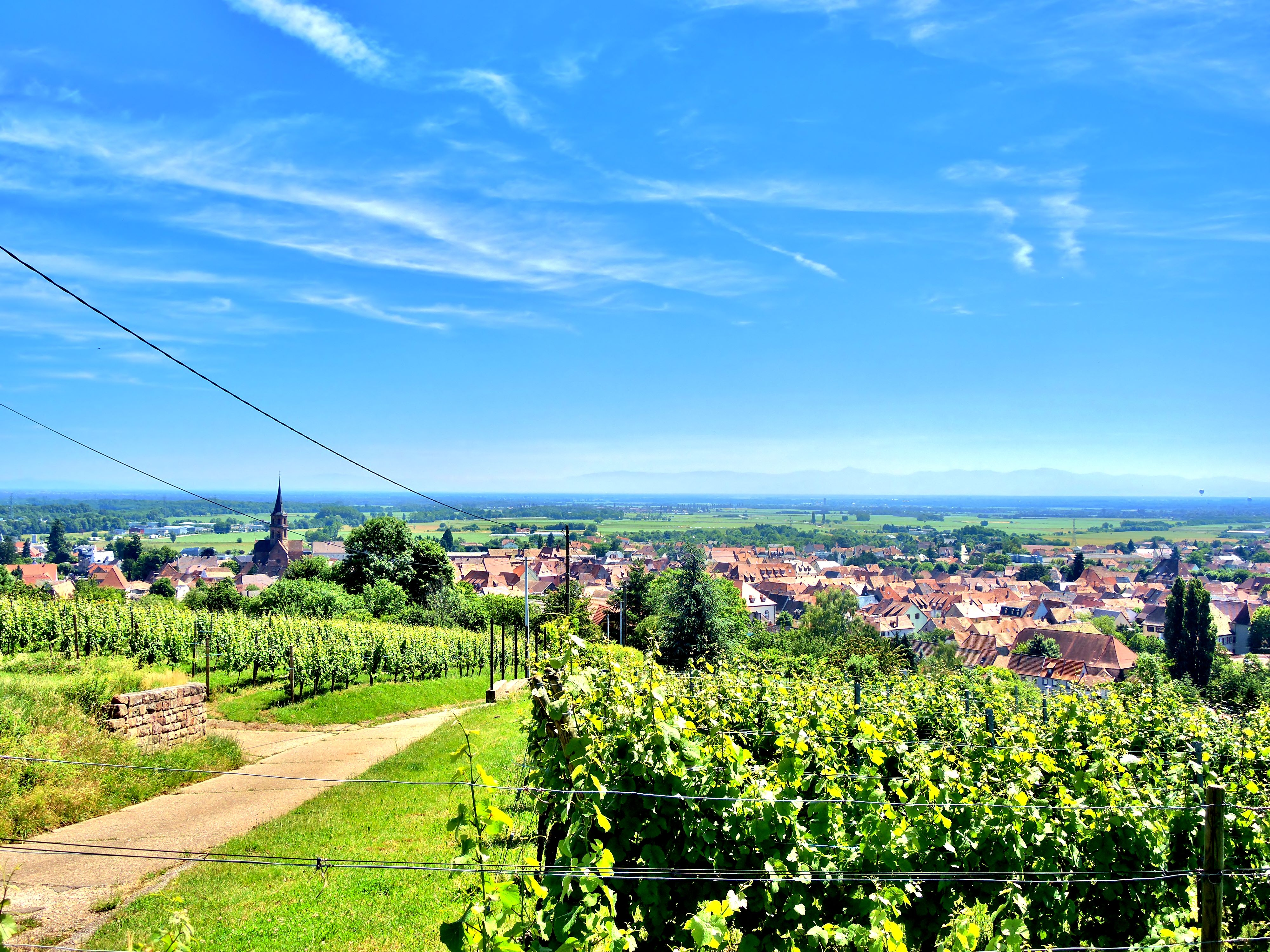
远眺苏尔茨-上莱茵

苏尔茨-上莱茵位于法国东北部，大东部大区东部和上莱茵省中部，距离省会科尔马大约29公里。与苏尔茨-上莱茵接壤的市镇包括：博尔维莱尔、戈尔德巴克-阿尔滕巴克、盖布维莱尔、阿特曼斯维莱尔、伊瑟奈姆、永戈尔茨、雷德赛姆、米尔巴克、盖布维莱尔附近林巴克、林巴克采勒、蒂尔河畔维莱尔、瓦特维莱尔和维奈姆。

### 地形
苏尔茨-上莱茵位于孚日山脉东麓，境内以山地和平原为主，其中市镇中心位于地势较为平坦的山前冲积带上，其西侧有多处陡峭的山峦，其中一处被称为“苏尔茨之鼻”（Nez de Soultz）；市镇西部则位于山地地带，全境海拔在239到1,421米之间。

### 水文
苏尔茨-上莱茵位于莱茵河流域范围内，Rimbach河自西向东流经镇中心。

### 植被
苏尔茨-上莱茵属于温带阔叶混交林区，林地多分布于河流附近及坡地地带，市镇西部山地地带的森林被称为“Forêt reculée de Soultz”。
在鲜花城市的评比中，苏尔茨-上莱茵被评为3星级鲜花城市。

### 气候
苏尔茨-上莱茵在柯本气候分类法中属于带有大陆性气候特征的温带海洋性气候（Cfb）。

## 行政区划
苏尔茨-上莱茵的市镇编号为68315，邮政编号为68360。
在行政管理方面，苏尔茨-上莱茵隶属于法国大东部大区上莱茵省坦恩-盖布维莱尔区；在地方选举方面，苏尔茨-上莱茵隶属于盖布维莱尔县，其市镇范围全境被划入上莱茵省第四选区；在社会管理方面，苏尔茨-上莱茵是盖布维莱尔地区市镇公共社区的组成部分。
截至2024年9月，苏尔茨-上莱茵市镇范围内暂无任何城市敏感街区及城市政策优先街区。
法国国家统计与经济研究所（简称“INSEE”）在进行数据统计时，将苏尔茨-上莱茵及相邻的另外7个市镇设为盖布维莱尔城市核心区，并将包括核心区在内的周边共12个市镇划为盖布维莱尔城市区。自2020年起，盖布维莱尔城市区被撤销，苏尔茨-上莱茵被划入包含132个市镇的米卢斯城市辐射区。此外，INSEE还将苏尔茨-上莱茵市镇分为了四个“块区”（IRIS），以便于统计人口分布情况。

## 交通

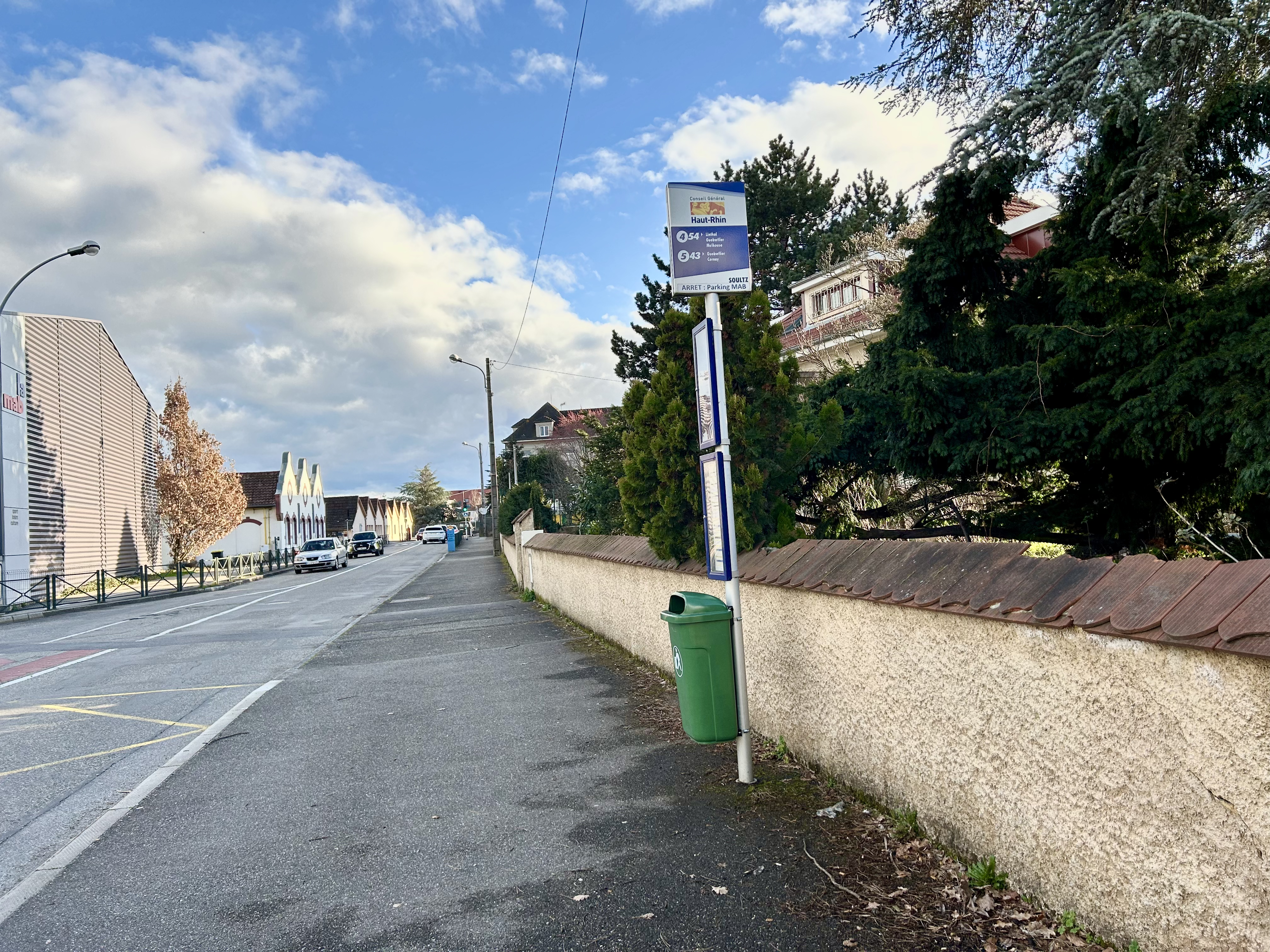
一处城际巴士停靠站

### 公路
上莱茵省省道D83线和D430线两条干线公路在苏尔茨-上莱茵市镇范围东北部十字互通，另有省道D4b线、D5线、D5.1线、D429线和D431g线在苏尔茨-上莱茵境内交汇。大东部大区城际客运（商业名称为“Fluo”）下属的城际客运68R043线和68R054经停苏尔茨-上莱茵，可通往盖布维莱尔、塞尔奈、米卢斯等地。
2021年，81.9%的苏尔茨-上莱茵家庭拥有至少一辆私人汽车。2022年，苏尔茨-上莱茵境内共发生各类交通事故3起，造成3人受伤，其中1人重伤。
| 29 | 18 |

| 15 （西行） | 21 |

| 科尔马 | 30 |

| 鲁法克 | 14 |

| 米卢斯 | 21 |

| 塞尔奈 | 12 |

| 盖布维莱尔 | 4 |

| 恩西赛姆 | 11 |

### 铁路
距离苏尔茨-上莱茵最近的运营中的客运铁路车站为4.5公里外的雷德赛姆站，该站停靠往返于科尔马和米卢斯一线的区域列车。

### 航空
苏尔茨-上莱茵距离巴塞尔-米卢斯-弗赖堡欧洲机场的公路里程大约46公里。

### 城市公共交通
截至2024年9月，苏尔茨-上莱茵城市暂无公共交通系统。

## 政治

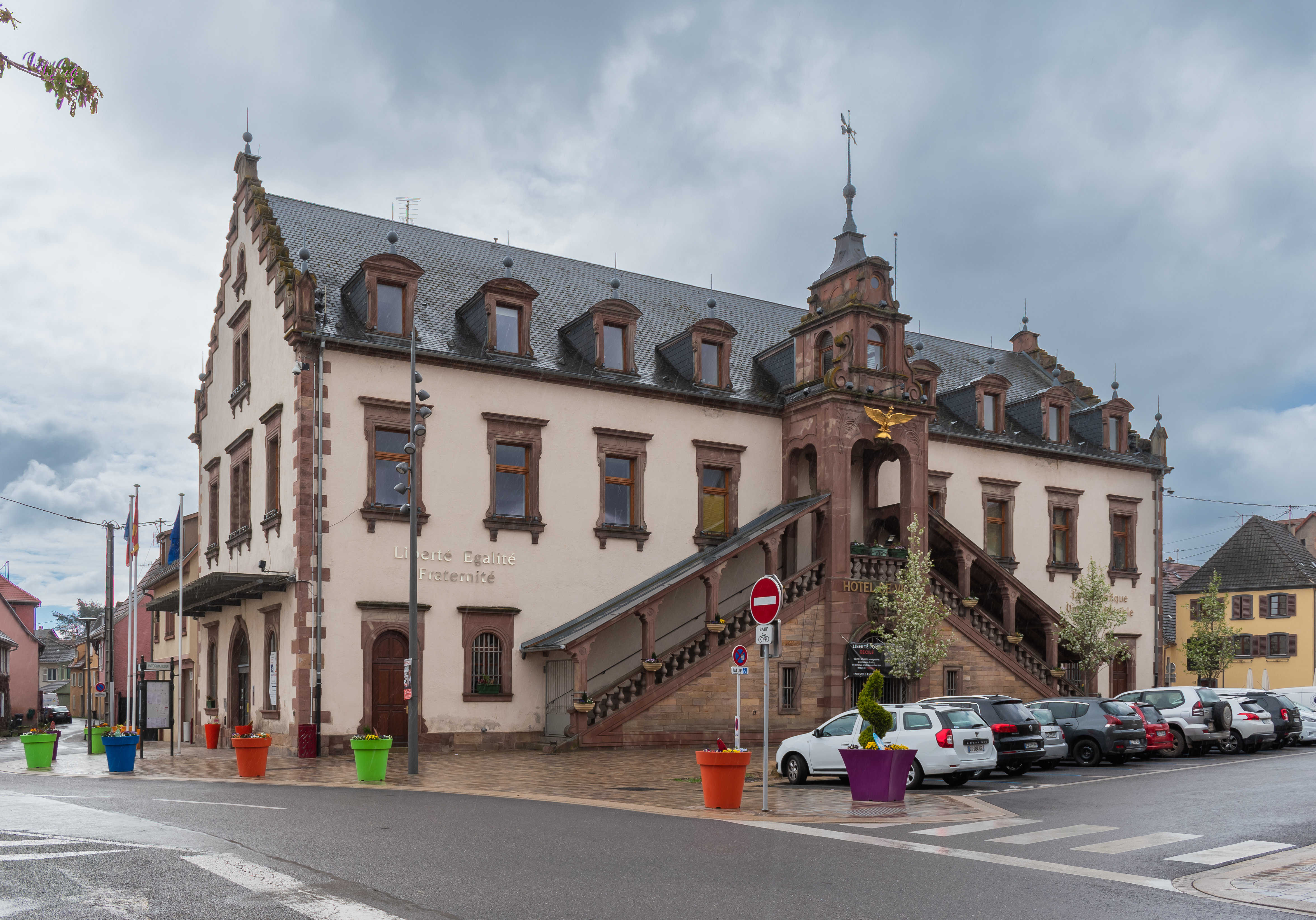
苏尔茨-上莱茵市政厅

苏尔茨-上莱茵的现任市长为马尔塞洛·罗托洛先生（Marcello ROTOLO），他是一名左翼无党派人士，在2020年的市政选举中获得了57.29%的支持率。
在2022年的法国总统大选的第二轮选举中，法国第25任总统埃马纽埃尔·马克龙在苏尔茨-上莱茵获得了50.27%的支持率。

## 人口
2021年，苏尔茨-上莱茵市镇人口数量为7,027，在法国排名第1,531位。其中男性3,429人，女性3,598人，75岁及以上人口占9.0%，外籍人口数量为434人，人口密度为238人/平方公里，当地居民被称为（男性）或（女性）。2022年，苏尔茨-上莱茵境内出生47人，死亡人口68人。
| 苏尔茨-上莱茵1900年－2021年人口变化情况 |
|                                         |
| 数据来源：Cassini、INSEE                |

## 经济

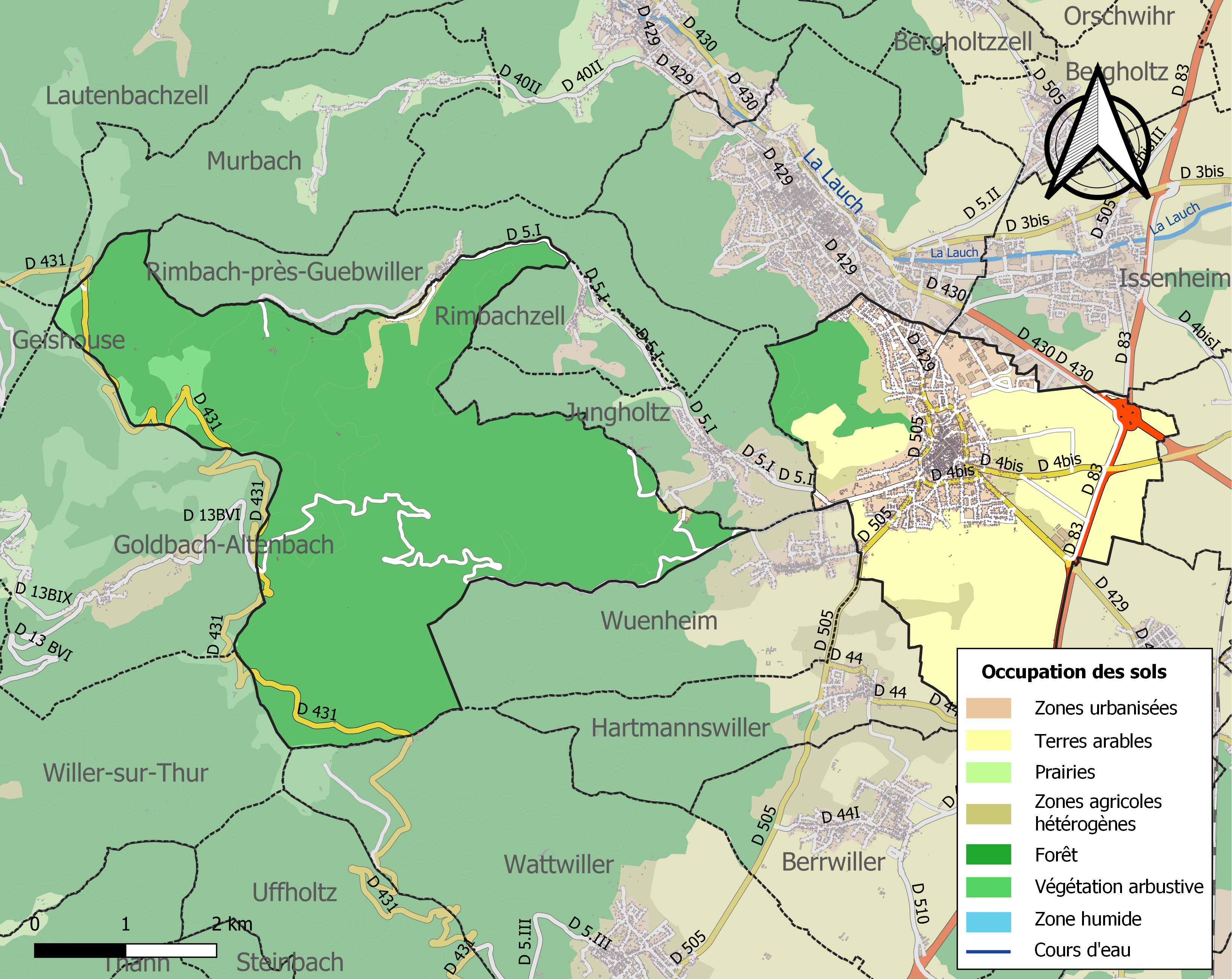
苏尔茨-上莱茵土地利用情况地图

截至2024年9月，苏尔茨-上莱茵市镇范围内共有各类用人单位（包含自雇）1,140家，平均历史为14年，其中98.46%为中小型企业（PME），2024年7月至9月间，当地的经济活力指数为0。（计算机配件）是当地2022年已公布营业额最高的企业，为254,608,837欧元。

## 财政与居民收入
2022年，苏尔茨-上莱茵的财政收入总额为8,172,500欧元，财政支出总额为7,507,780欧元，当年的债务总额为8,405,000欧元。2022年，苏尔茨-上莱茵市镇通过增值税获得421,160欧元的收入，此外当地还共获得了622,860欧元的国家直接财政补助。
| 苏尔茨-上莱茵居民收入情况                        | 苏尔茨-上莱茵居民收入情况 | 苏尔茨-上莱茵居民收入情况 | 苏尔茨-上莱茵居民收入情况 |
| 内容                                             | 苏尔茨-上莱茵             | 法国                      | 统计年份                  |
| ------------------------------------------------ | ------------------------- | ------------------------- | ------------------------- |
| 征税家庭总数                                     | 2,928                     | 1,081（法国市镇平均）     | 2022年                    |
| 居民平均月收入                                   | 2,303欧元                 | 2,435欧元                 | 2022年                    |
| 高级职员人均月收入                               | 4,052欧元                 | 4,331欧元                 | 2021年                    |
| 中级职员人均月收入                               | 2,443欧元                 | 2,470欧元                 | 2021年                    |
| 普通职员人均月收入                               | 1,765欧元                 | 1,801欧元                 | 2021年                    |
| 贫困率                                           | 12%                       | 14.5%                     | 2020年                    |
| 青壮年（15至64岁）失业率                         | 11.0%                     | 7.4%                      | 2020年                    |
| 征税家庭数量占比                                 | 47.4%                     | 45.5%                     | 2020年                    |
| 家庭年均纳税                                     | 3,577欧元                 | 4,393欧元                 | 2022年                    |
| 资料来源：INSEE、L'Internaute、Le Journal du Net |                           |                           |                           |

## 社会事务

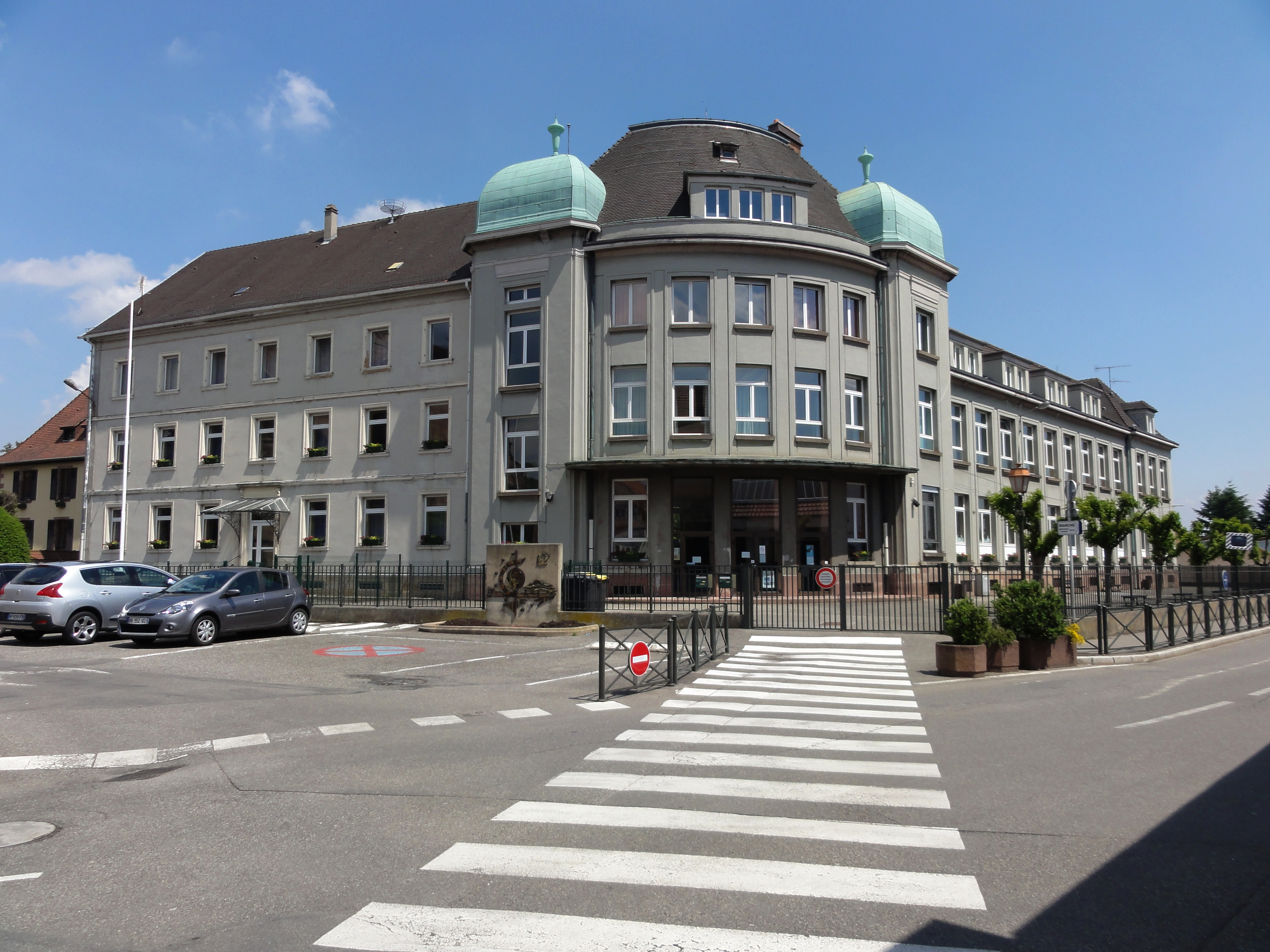
苏尔茨-上莱茵镇中心的一所学校

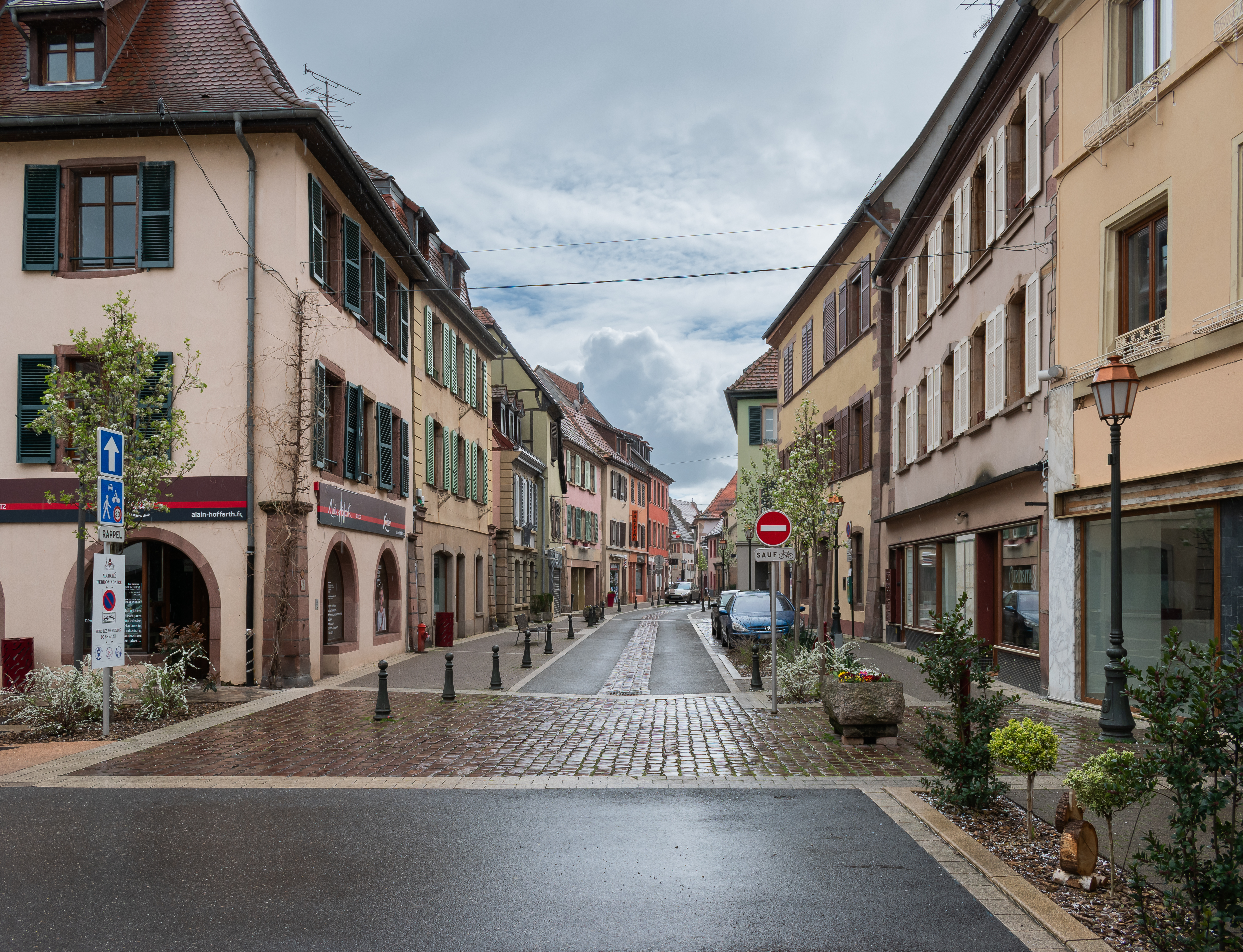
让·饶勒斯街

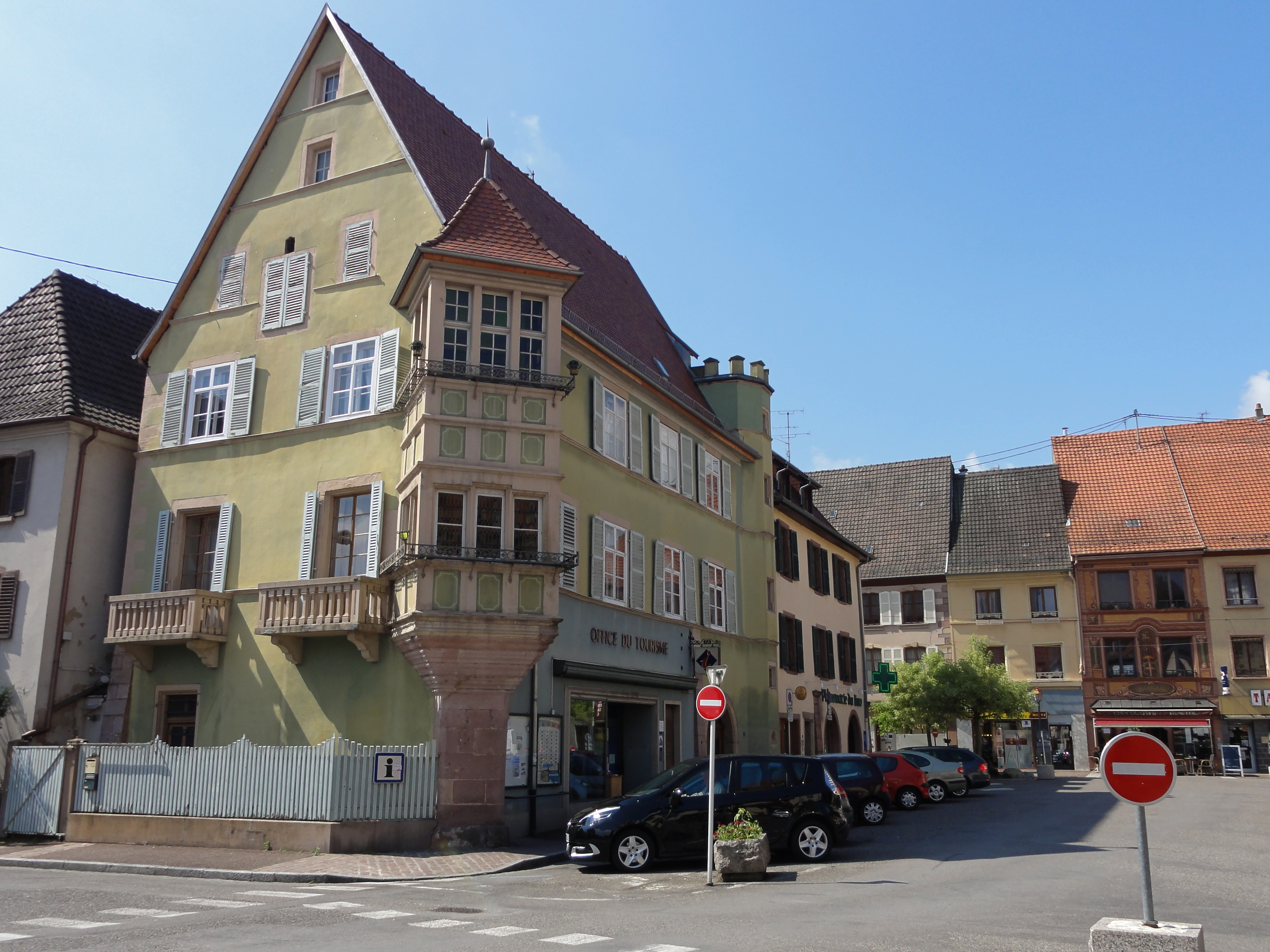
共和国广场附近的建筑

### 教育
苏尔茨-上莱茵属于斯特拉斯堡学区。截至2023年1月1日，苏尔茨-上莱茵境内共有3所幼儿园、1所小学和1所初级中学。2022至2023学年度，苏尔茨-上莱茵境内共有在校中等教育阶段学生452名。

### 医疗
截至2023年1月1日，苏尔茨-上莱茵境内共有全科医生7名、保健师9名、牙医8名、护士13名和助产士2名。境内共有药房2家、养老院1家、残疾人帮扶中心1家。
苏尔茨-伊瑟奈姆市际医院（Hôpital Intercommunal Soultz Issenheim）是法国的一个区域性医疗机构，其主病区嘉布遣地方医院-养老院（Hôpital local - Maison de Retraite des Capucines）位于苏尔茨-上莱茵市区，设有床位155个。此外，盖布维莱尔中心医院距离苏尔茨-上莱茵市区的正常车程大约8分钟，该院设有床位67个。

### 住房
2021年，苏尔茨-上莱茵境内共有各类住房3,473套，其中60.6%为独立式住宅，38.9%为集中式住宅。常住房屋占苏尔茨-上莱茵市镇范围内居民建筑总量的89.3%。
在住房保障政策方面，2023年，苏尔茨-上莱茵境内共有1,175户家庭获得了家庭津贴补助，受益人数占总人口数量的16.7%，其中405份为房租补助。

### 商业
2021年，苏尔茨-上莱茵境内共有各类实体商铺172家，其中餐厅28家、大型超市2家、杂货店1家、面包房11家、肉铺1家、书店1家、装饰品店1家、银行门店3家、美容美发店12家、汽车维修店22家。苏尔茨-上莱茵镇中心北部建有一家Action超市。

### 体育
2023年，苏尔茨-上莱茵境内共有3间体育馆、1处网球场、3处足球或橄榄球场以及2处篮球或排球场。
截至2024年9月，苏尔茨1919足球俱乐部（FC Soultz 1919，编号500432）是苏尔茨-上莱茵境内共有家注册足球俱乐部，该俱乐部成立于1919年，其主队2024至2025赛季参加阿尔萨斯足球联赛丁组（法国第十二级别），其主场为勒巴隆球场（Stade du Ballo）。

### 环境
苏尔茨-上莱茵的环境事务由其所属的盖布维莱尔地区市镇公共社区联合各级政府协调负责。2021年，苏尔茨-上莱茵境内共有2家污染企业。

### 治安
2021年，苏尔茨-上莱茵市镇范围内有1处宪兵队。
苏尔茨-盖布维莱尔国家宪兵队（zone gendarmerie de Soultz-Guebwiller）的管辖范围共包括75个市镇。2020年，该宪兵队累计记录各类案件3,433起，其中盗窃类案件1,330起，经济类案件572起，毒品交易类案件149起。

## 文化
2021年，苏尔茨-上莱茵境内暂无任何文化设施。苏尔茨-上莱茵境内建有多媒体中心（Médiathèque），每周一、二、三、五、六向公众开放。

### 建筑
苏尔茨-上莱茵境内有多处历史建筑，其中圣莫里斯教堂、比什内克城堡等为法国国家文物保护单位。

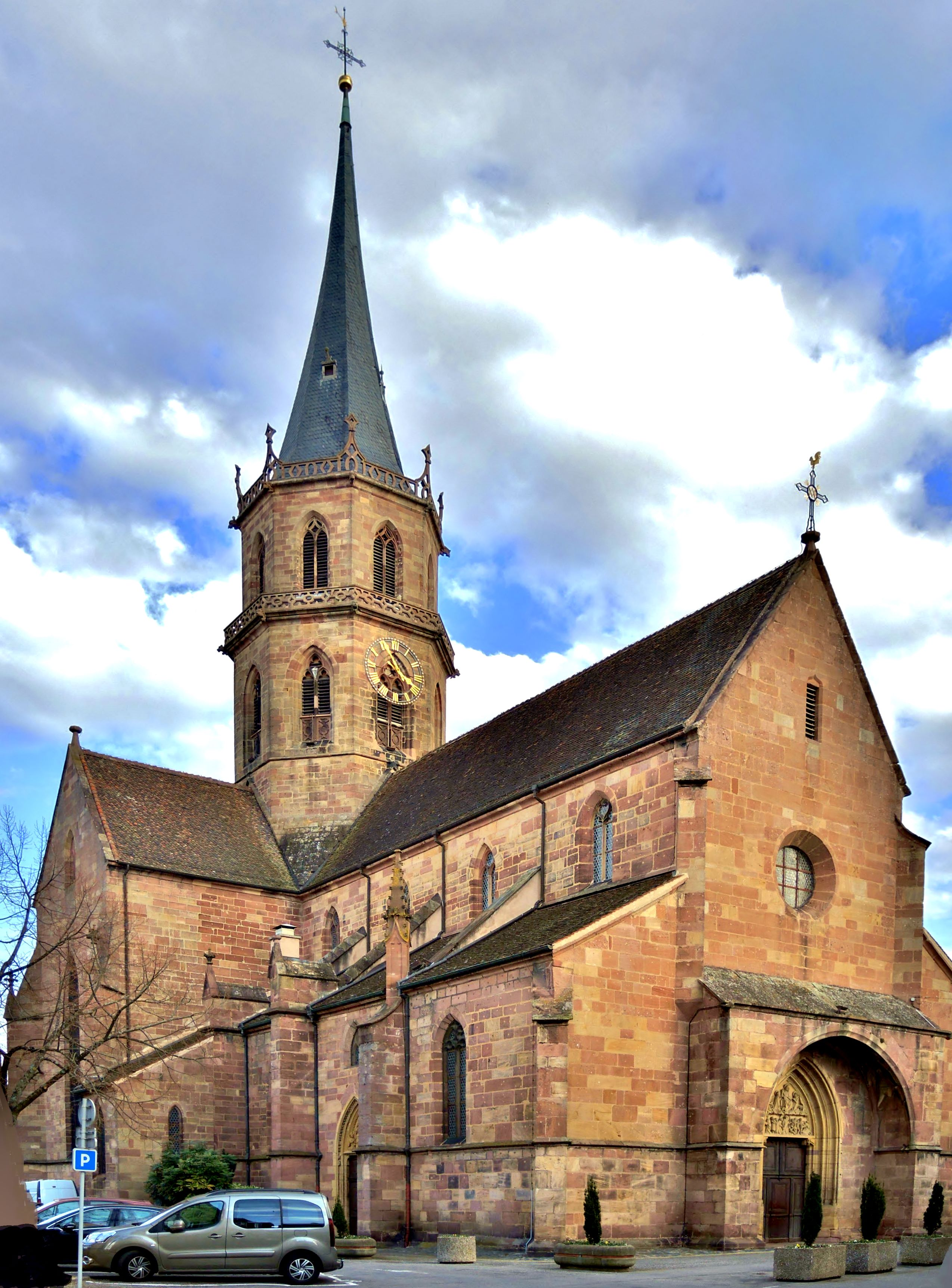
圣莫里斯教堂
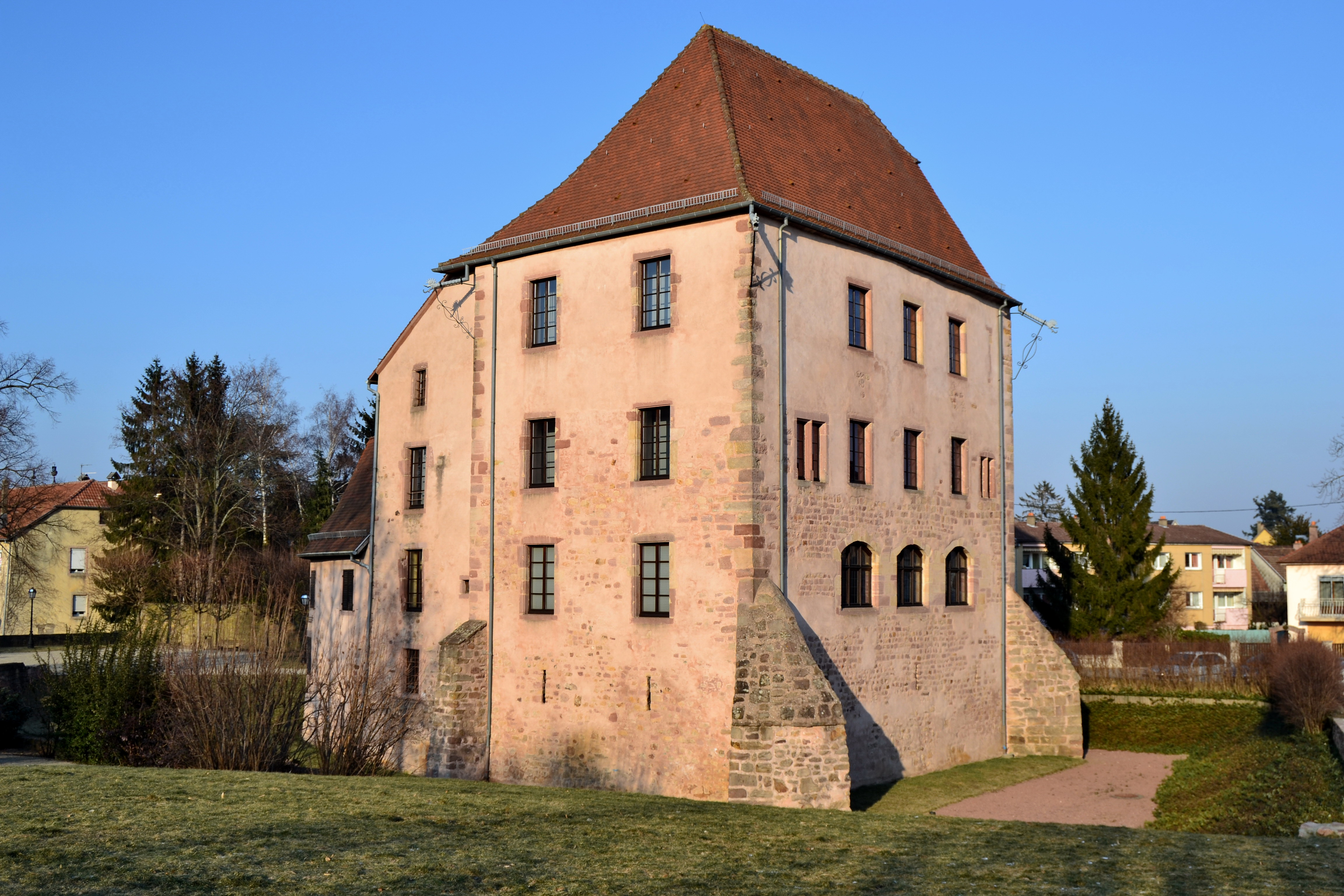
比什内克城堡
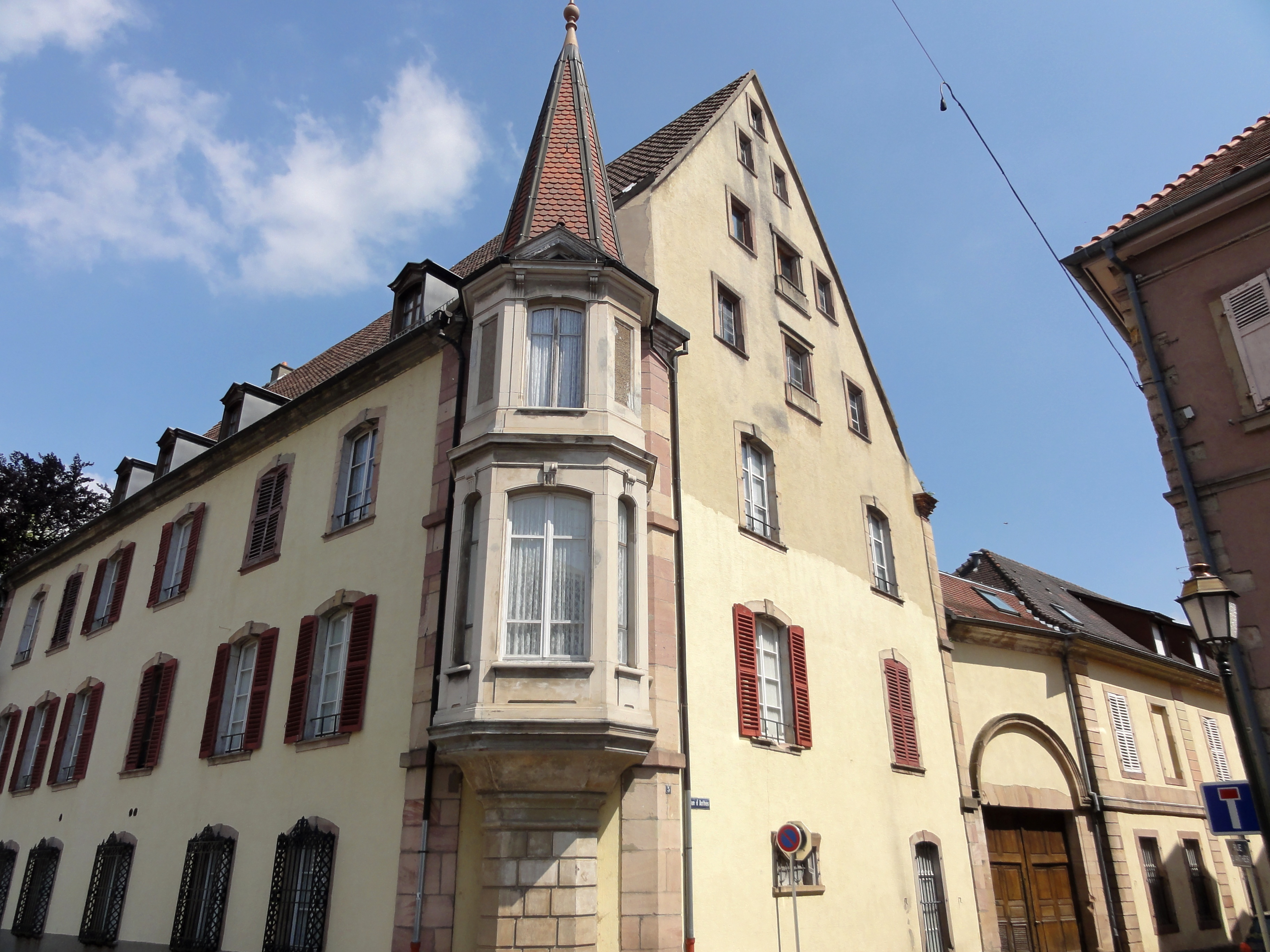
乔治·丹特斯城堡
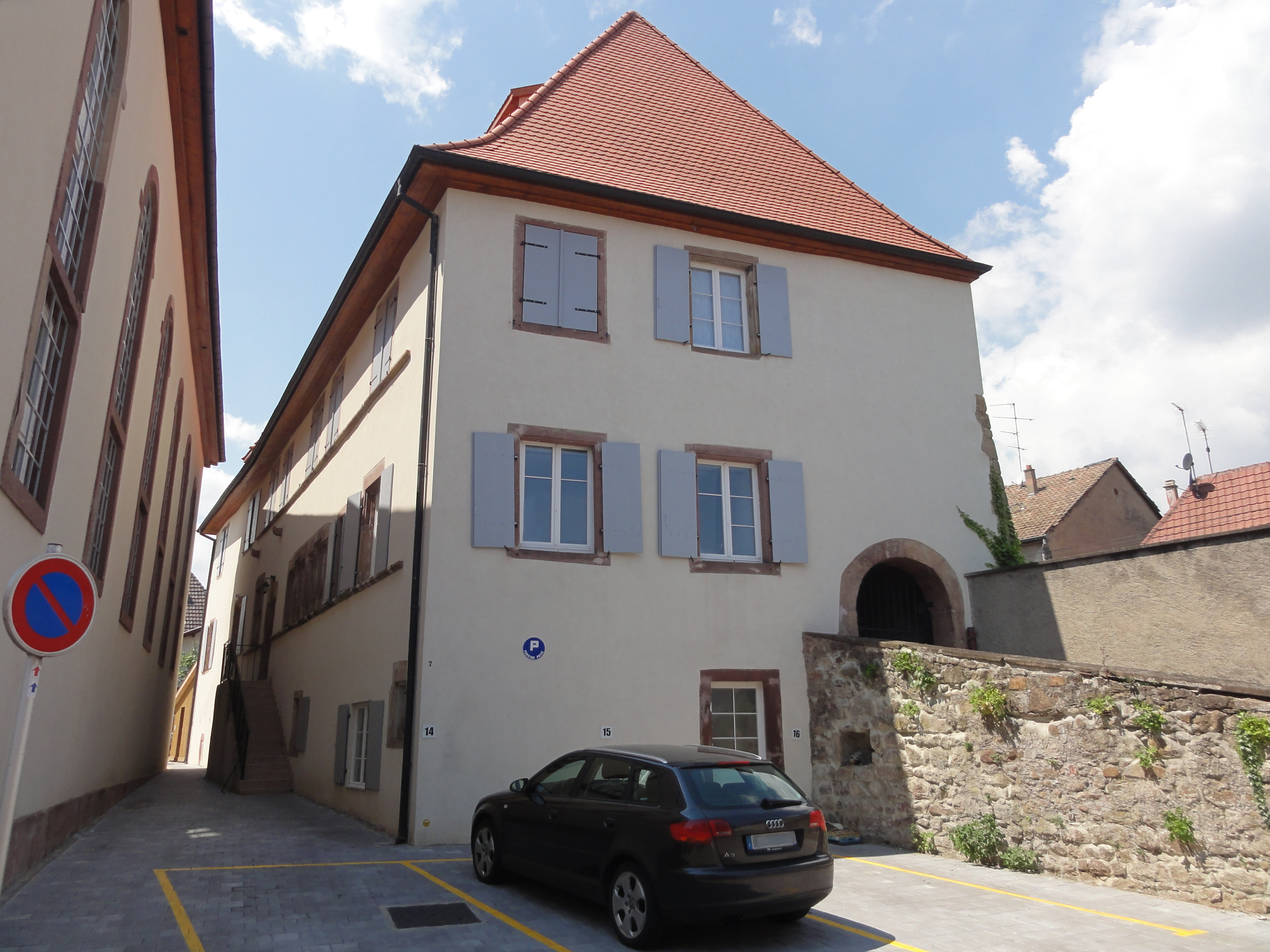
奥埃勒楼（法语：Maison sur la Hoelle）
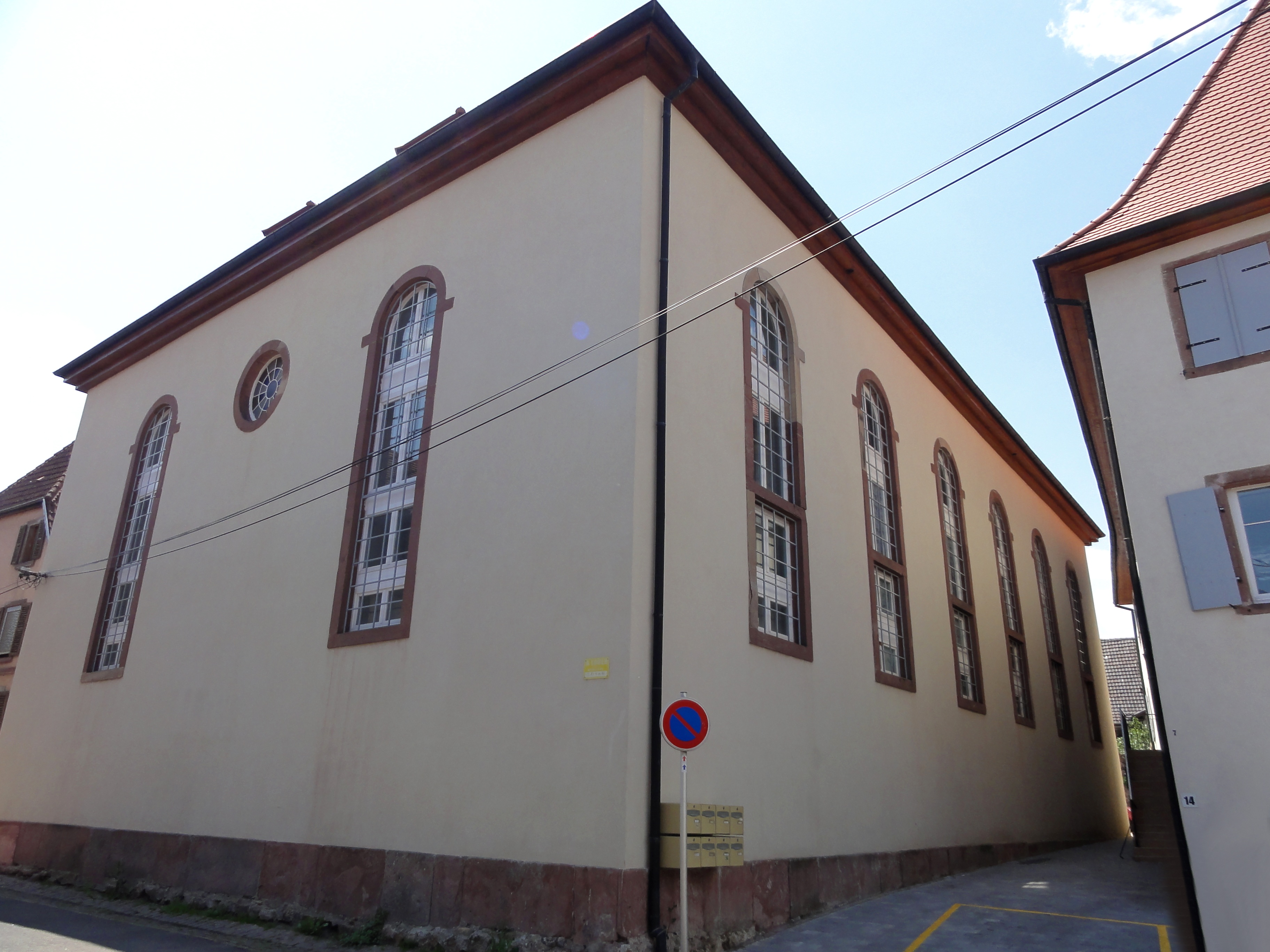
犹太教堂
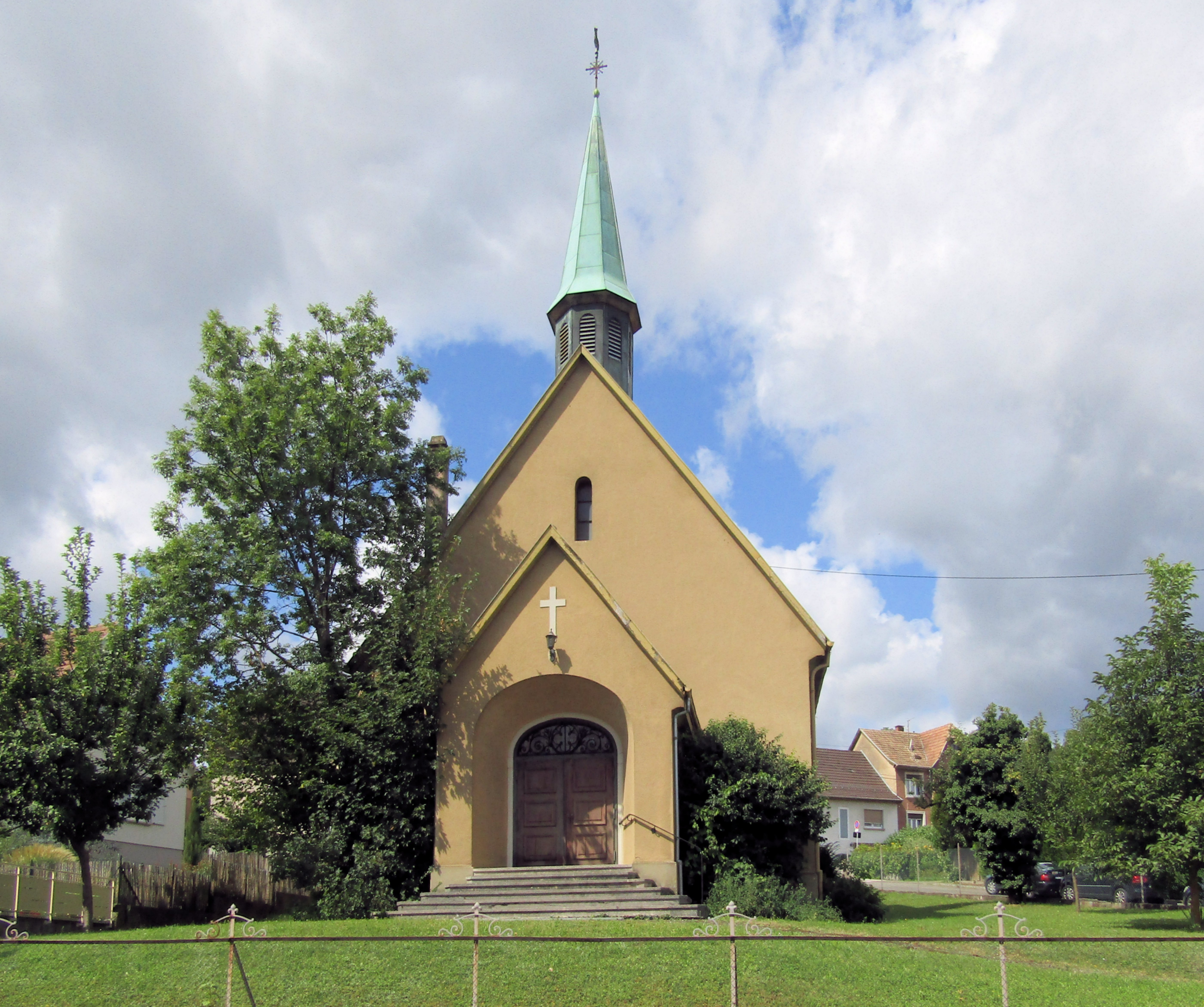
新教教堂
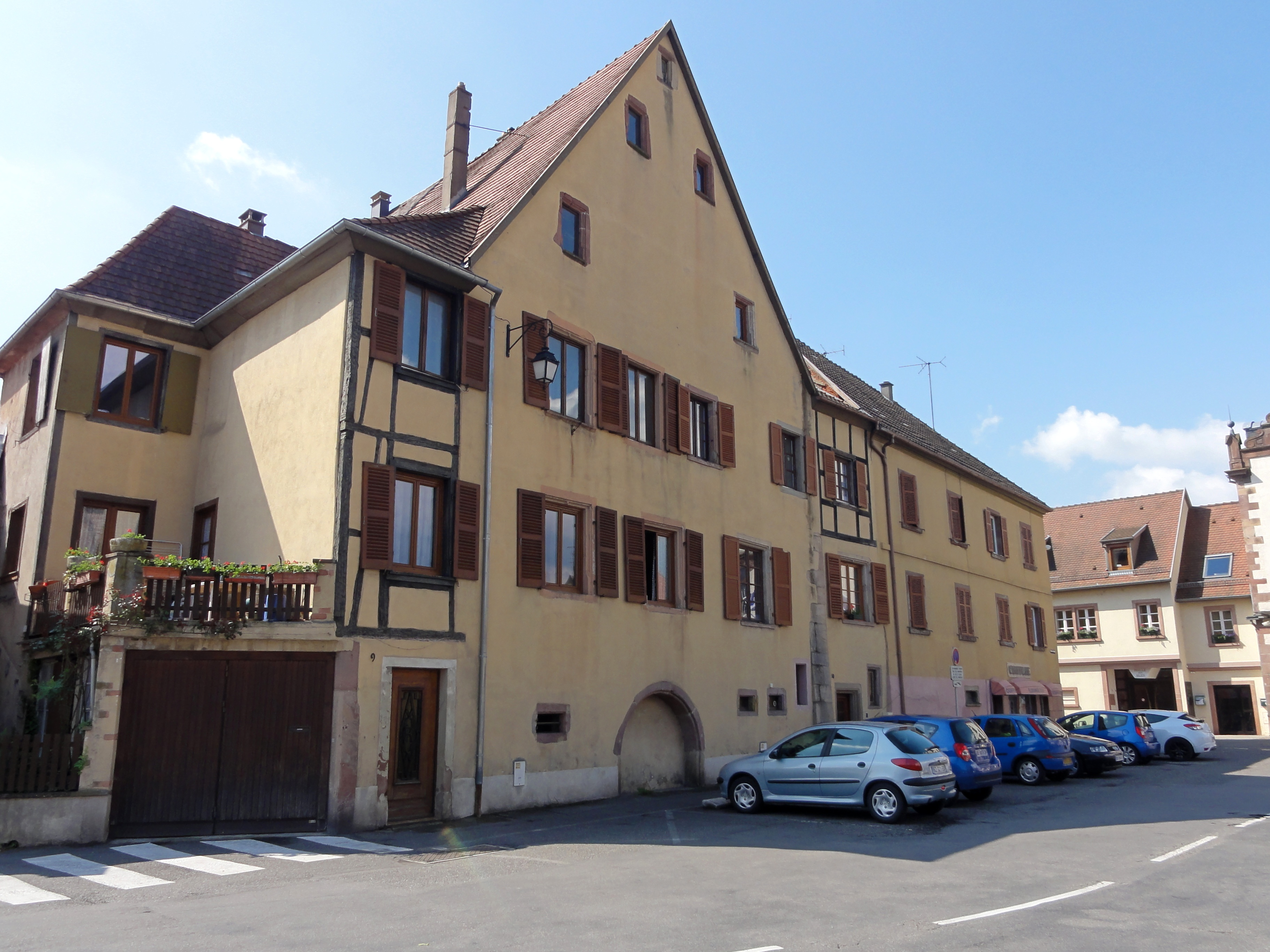
传统民居

### 旅游
苏尔茨-上莱茵的旅游事务由其所属的盖布维莱尔地区市镇公共社区联合各级政府协调负责。2024年，苏尔茨-上莱茵境内暂无任何游客接待设施。

### 媒体
法国主要的媒体均可在苏尔茨-上莱茵接收，法国电视三台下属的大东部大区频道在部分时段播出苏尔茨-上莱茵所在上莱茵省的地方新闻。《阿尔萨斯报》、《阿尔萨斯最新消息》、阿尔萨斯电视台、蓝色法兰西阿尔萨斯广播等是当地主要的地方性媒体。

## 相关人物
法国物理学家欧仁·布洛克、建筑师皮埃尔·维永和足球运动员贝尔纳·真吉尼出生于苏尔茨-上莱茵。

## 友好城市
截至2024年9月，苏尔茨-上莱茵共与一座城市建立了友好城市关系：
- 義大利 博内夫罗